# Zaburzenia lękowe

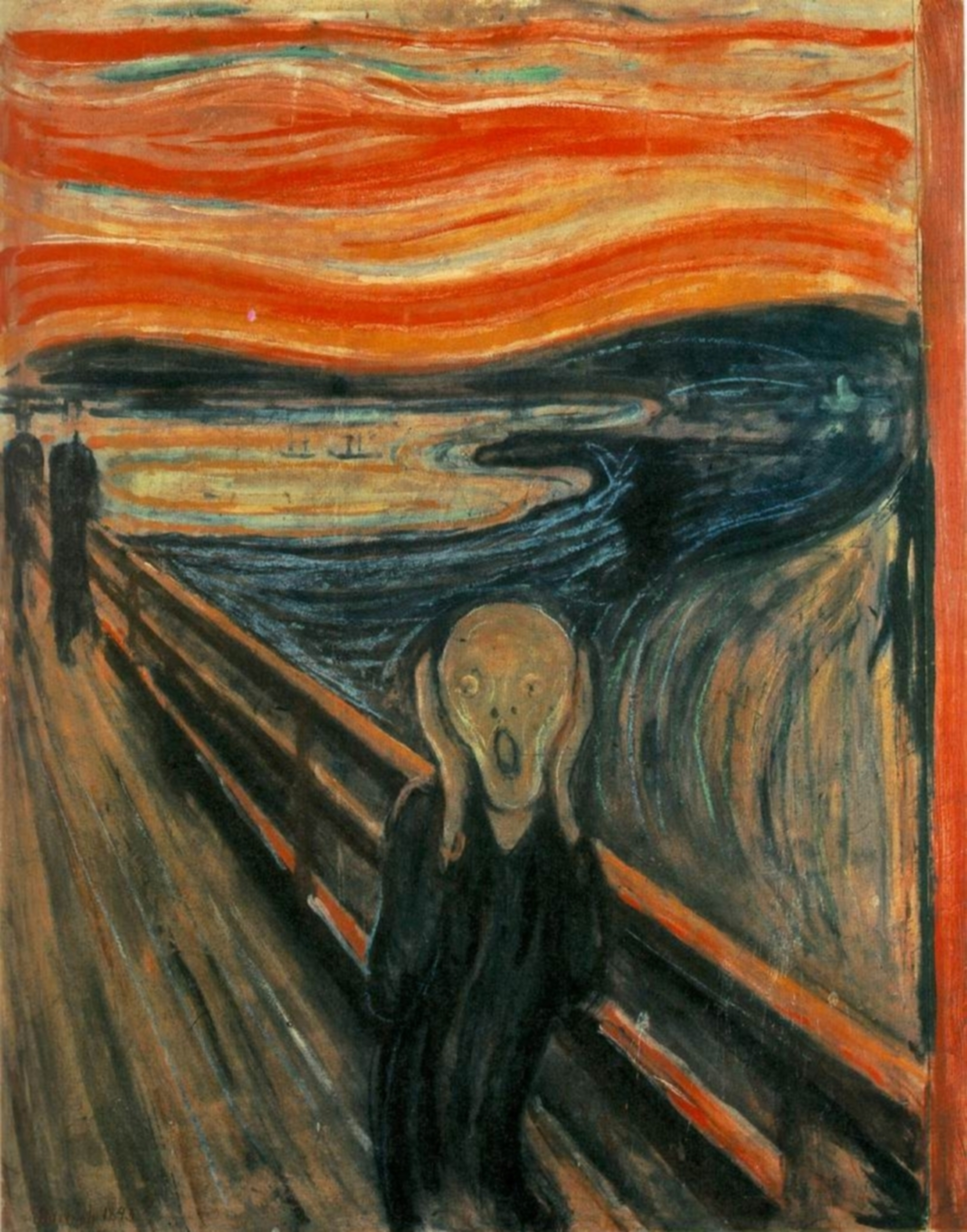
Krzyk – obraz norweskiego artysty Edwarda Muncha

Zaburzenia lękowe – grupa zaburzeń psychicznych, dla których charakterystyczne jest występowanie znacznego poczucia lęku bądź strachu. Lęk jest zmartwieniem o przyszłe wydarzenia, strach zaś reakcją na wydarzenia bieżące. Te uczucia mogą wywołać objawy fizyczne, takie jak przyspieszone bicie serca bądź drżenie. Ludzie dotknięci tymi zaburzeniami często cierpią na więcej niż jeden rodzaj zaburzeń lękowych, którym bardzo często towarzyszy depresja, zaburzenia osobowości, zaburzenia apetytu lub uzależnienie.
Przypuszcza się, że przyczyną zaburzeń lękowych jest kombinacja czynników genetycznych i środowiskowych. Czynniki ryzyka obejmują molestowanie w dzieciństwie, obecność zaburzeń psychicznych w rodzinie i ubóstwo. Do postawienia diagnozy objawy z reguły muszą być obecne przez co najmniej 6 miesięcy, symptomy muszą być nieadekwatnie nasilone w stosunku do objawów spodziewanych w danym środowisku i kulturze oraz trzeba stwierdzić zaburzenie funkcjonowania pacjenta w życiu codziennym. Podobne objawy mogą występować nie tylko w zaburzeniach lękowych, ale także w przebiegu nadczynności tarczycy, chorób układu sercowo-naczyniowego; jako efekt zażywania alkoholu, marihuany czy kofeiny; odstawienia niektórych leków.
Bez odpowiedniego leczenia, zaburzenia lękowe mają tendencję do utrwalania się. Postępowanie lecznicze obejmować może zmianę stylu życia, psychoterapię i stosowanie leków. Psychoterapia ma najczęściej formę terapii poznawczo-behawioralnej. Leki, takie jak antydepresanty, benzodiazepiny bądź beta-blokery mogą złagodzić objawy.

## Klasyfikacja
Nadchodząca klasyfikacja ICD-11, a także aktualnie funkcjonująca klasyfikacja DSM-5 dzieli zaburzenia związane z lękiem i strachem na następujące podgrupy (numery wg klasyfikacji ICD-11):
- 6B00 – Uogólnione zaburzenia lękowe
- 6B01 – Zespół lęku panicznego
- 6B02 – Agorafobia
- 6B03 – Specyficzne postacie fobii
- 6B04 – Fobia społeczna
- 6B05 – Lęk separacyjny
- 6B06 – Mutyzm wybiórczy

## Występowanie zaburzeń lękowych
- u ok. 30% pacjentów zgłaszających się do podstawowej opieki zdrowotnej występują zaburzenia emocjonalne (lęk/depresja)
- ponad 30% tych zaburzeń pozostaje nierozpoznana
- ponad 10% osób skarży się na zaburzenia lękowe z manifestacją somatyczną
- pacjenci z zaburzeniami lękowymi 7-krotnie częściej korzystają z pomocy medycznej

Zaburzenia lękowe są najbardziej powszechnymi problemami zdrowia psychicznego. Dotykają przeciętnie jedną na dziesięć osób. Są bardziej rozpowszechnione wśród
kobiet niż wśród mężczyzn, dotykają zarówno dzieci, jak i dorosłych. Zaburzenia lękowe są chorobami. Mogą być diagnozowane i leczone.
Lęk występuje w istotnym natężeniu u 5–10% populacji. U podłoża mogą leżeć czynniki genetyczne, rozwojowe, osobowościowe, powodujące, w zetknięciu z aktualną trudną sytuacją życiową, wystąpienie różnych form zaburzeń lękowych. Chorzy skarżą się na dolegliwości somatyczne typowe dla lęku. Lęk opisują jako uporczywy, rozlany albo krótszy, natężony. Tematem skarg jest często nieumiejętność społecznego działania, lęk przed krytyką, odrzuceniem, skrzywdzeniem, przed podjęciem odpowiedzialnych zadań, napady lęku.

## Leczenie
Podstawowymi metodami leczenia zaburzeń lękowych są: psychoterapia, farmakoterapia, psychoedukacja, metody samopomocowe. Przy wyborze metody leczenia ważne jest określenie typu zaburzenia oraz ew. współchorobowości.
Farmakologiczna pomoc w wielu formach lęku nerwicowego (szczególnie zaburzenia panicznego, fobii społecznej i zaburzenia obsesyjno-kompulsyjnego) okazała się skuteczna, a u części pacjentów jest praktycznie jedyną możliwą formą pomocy. U pacjentów z lękiem nerwicowym psychoterapia pozostaje jednak nadal niezwykle ważną, nieraz główną formą pomocy.

## Objawy występowania zaburzeń lękowych
- ataki paniki – pojawiają się nagle, towarzyszy im nagłe uczucia przerażenia i objawy somatyczne: bóle w klatce piersiowej, palpitacje serca, spłycenie oddechu, zawroty głowy, dolegliwości w okolicy brzucha, uczucia nierealności i lęk przed śmiercią.
- pourazowe zaburzenia stresowe – mogą być skutkiem przeżycia gwałtu, przemocy doznanej w dzieciństwie, wojny lub klęski żywiołowej. Objawami tych zaburzeń są nawracające wspomnienia, w czasie których osoba dotknięta nimi przeżywa na nowo swoje przerażające doświadczenie.
- fobie
- obsesje, ruminacje i kompulsje